# فرناندو هوليداي
فرناندو هوليداي هو سياسي برازيلي، ولد في 22 سبتمبر 1996 في ساو باولو في البرازيل. نشط حزبياً في حزب الديمقراطيين ‏. وقد انتخب councillor of São Paulo ‏ وقد انضم خلال فترته النيابية ‏ (2017 – ) للكتلة البرلمانية حزب الديمقراطيين ‏.

## وصلات خارجية
- الموقع الرسمي